# Serieroman
| Serieroman |
| --- |
| Hugo Pratts historier om Corto Maltese spred under 1970-talet konceptet serieroman runt Europa. - Betydelse – längre tecknad serie i bokform - Bakgrund – USA (graphic novel), Frankrike (roman BD) - Olika ord – serieroman eller grafisk roman - Relaterade begrepp – seriealbum, serienovell, grafisk novellett, seriebok |

Serieroman eller grafisk roman (efter eng. graphic novel – se även franskans roman graphique och roman de bande dessinée) är en längre tecknad serie i bokform. Begreppet har sitt ursprung i Frankrike, där begreppet står i motsats till det mindre omfångsrika seriealbumet, och i USA, där graphic novel istället inkluderar seriealbum och kontrasterar mot comic book (serieberättelse i tidningsform). Ordet serieroman kan även syfta på en tätt sammankopplad romansvit (se franskans roman-fleuve).

## Definition och terminologi

### Internationellt
Formellt kan en serieroman även vara en novellsamling, eller en samling med tidigare utgivna serietidningsberättelser återutgivna i en enda volym ("trade paperback"). Seriealbumen med Corto Maltese har i regel konsekvent marknadsförts som serieromaner, trots att vissa av dem är just samlingar av kortare serier.
Verk som originalpubliceras som serieromaner kallas inom den angloamerikanska språkvärlden för "original graphic novels" ("OGN"). Sedan 1980- och 1990-talets nedläggningar av de flesta europeiska vuxenserietidningar (se bland annat Epix och À Suivre) har gjort originalutgivna serieromaner till regel i Europa.

### Sverige
På svenska är begreppet serieroman många gånger utbytbart med seriealbum och seriebok, men används, i likhet med den engelska termen, vanligen i marknadsföringssyfte för att markera att ett serieverk har den vuxna publiken som primär målgrupp. Ytterligare en skillnad är att "serieroman" tenderar att syfta på verkets karaktär (en längre berättelse som kombinerar text och bild), medan "seriealbum" och "seriebok" också kan användas som benämning på en publikations fysiska utformning – hårda pärmar, limmad rygg med mera, då ofta i motsats till "serietidning". Användningen av begreppet serieroman har sannolikt också gynnats av senare års allt mer varierande format på svenska seriealbum/serieböcker.
Stundom ses även uttrycket grafisk roman, en direktöversättning av engelska graphic novel. Serieroman är dock det mer etablerade uttrycket hos bland annat uppslagsverk och fackpress om serier.

## Historik

### USA

Watchmen – en ambitiös berättelse som samlades i en tjock volym – är en amerikansk serieroman från 1980-talet.

Det engelska begreppet graphic novel är känt sedan 1920-talet, även om publikationer som skulle kunna kallas så fanns redan i slutet av 1800-talet. Begreppet populariserades dock i och med Will Eisners Ett hus i Bronx (A Contract with God, 1978), som hade undertiteln "a graphic novel" på omslaget.
Graphic novel användes under 1980-talet för att distansera sig från de gängse orden för serier – comics och comic books, begrepp som för tankarna till humor och komedi. Ordets ökade användning sammanföll också med årtiondets förnyelse av superhjältegenren, med serieförfattare som Alan Moore och Frank Miller. Exempel på betydande angloamerikanska serieromaner är merparten av Will Eisners sena produktion, liksom Alan Moores Watchmen, V for Vendetta och From Hell, samt Frank Millers Batman – mörkrets riddare, Hardboiled och 300, och slutligen Art Spiegelmans Maus.
I USA syftar graphic novel i regel för en serie i bokform oavsett längd. Det inkluderar därmed sådant som i europeisk serietradition motsvaras av seriealbum.

### Europa
När Hugo Pratts Balladen om det salta havet kom på franska 1975, lanserades den med förlaget Castermans albumkollektion "Les grands romans de la bande dessinée" (De stora serieromanerna). När förlaget fortsatte med tjocka samlingsutgåvor av kortare Corto Maltese-berättelser tre år senare, kom de också ut i samma kollektion.
Begreppet serieroman etablerades under 1980-talet i Sverige, bland annat genom serieförlaget Medusas utgivningar av ett antal tjockare seriealbum ur den europeiska produktionen. Den svenska utgåvan av Balladen om det salta havet (1985) marknadsfördes som en "stor äventyrsroman i serieform", och andra tjocka albumutgåvor som kom ungefär samtidigt var Tystnad (1985) av Didier Comès och Just här (1986) av Jean-Claude Forest och Jacques Tardi.
Gränserna mellan seriealbum och serieroman har alltmer suddats ut, ju fler olika serietraditioner och serieboksformat som lanserats. Numera bland annat den svenska serieutgivningen mer varierad, och begreppet seriebok har i vissa sammanhang (inklusive vid Seriefrämjandets Urhunden-utdelning) kommit att bli det huvudsakliga begreppet för ett tecknad serie i bokform.